# Coma (strip)
Coma is een stripreeks van de Belgische auteur Steven Dupré. De reeks bestaat uit drie albums die uitsluitend met harde kaft verschenen bij uitgeverij Glénat.

## Verhaal
De hoofdpersonen in deze stripreeks zijn de jong volwassenen Vincent en Dana. Ze zijn in coma en ontmoeten elkaar in hun droomwereld die buitengewoon echt lijkt. Hun droomwereld bestaat uit een oerwoud onderhevig aan wetten die anders zijn dan de normale wereld. Ze zijn hier niet alleen, er zijn anderen, voor het merendeel kinderen, maar ook enkele volwassenen. Voortdurend moeten ze vluchten voor kleine mensachtige wezens die hun willen prikken.
De eerste twee delen vormen min of meer een doorlopend verhaal. In boek een staat Vincent centraal, het tweede deel draait voornamelijk om Dana, het derde en laatste album geeft een terugblik hoe Dana in coma is geraakt.

## De albums
| Nummer | Titel             | Verschenen | Uitgeverij |
| ------ | ----------------- | ---------- | ---------- |
| 1      | Vincent           | 2002       | Glénat     |
| 2      | Dana              | 2003       | Glénat     |
| 3      | Morgen, misschien | 2004       | Glénat     |